# Taphrina ostryae
Taphrina ostryae  (лат.) — вид грибов рода тафрина (Taphrina) отдела аскомицеты (Ascomycota), паразит хмелеграба (Ostrya). Вызывает пятнистость листьев.

## Описание
Пятна на листьях округлые, бурые с тёмной каймой, слегка вдавленные, многочисленные.
Мицелий развивается под кутикулой, однолетний.
Сумчатый слой («гимений») восковидный, мучнистый, развивается на нижней стороне листа.
Аски восьмиспоровые, размерами 20—24×12—14 мкм, булавовидные, с округлыми или туповатыми верхушнами и суженные в основании. Базальные клетки (см. в статье Тафрина) 7—10×7—13 мкм, шире оснований асков, располагаются между клеток кутикулы листа.
Аскоспоры 4,5—5×4—4,5 мкм, шаровидные или эллипсоидные.

## Распространение и хозяева
Taphrina ostryae поражает хмелеграб обыкновенный (Ostrya carpinifolia), вид впервые описан в Италии, также известен в Австрии и Закавказье (Абхазия).

## Близкие виды
- Taphrina virginica в Северной Америке паразитирует на хмелеграбе виргинском (Ostrya virginiana), она отличается более крупными асками и отсутствием базальных клеток.